# Ясна Поляна (Волноваський район)
Я́сна Поля́на — селище Великоновосілківської селищної громада Волноваського району Донецької області в Україні.

## Загальні відомості
Відстань до центру громади становить близько 18 км і проходить автошляхом місцевого значення.
Землі селища межують із територією с. Новоукраїнка Волноваського району Донецької області.

## Населення
За даними перепису 2001 року населення селища становило 434 особи, з них 91,94 % зазначили рідною мову українську та 8,06 % — російську.